# Бутя
Бутя (рум. Butea) — село у повіті Ясси в Румунії. Входить до складу комуни Бутя.
Село розташоване на відстані 300 км на північ від Бухареста, 50 км на захід від Ясс.

## Населення
За даними перепису населення 2002 року у селі проживали 3456 осіб.
Національний склад населення села:
| Національність | Кількість осіб | Відсоток |
| -------------- | -------------- | -------- |
| румуни         | 3449           | 99,8%    |
| цигани         | 5              | 0,1%     |

Рідною мовою назвали:
| Мова      | Кількість осіб | Відсоток |
| --------- | -------------- | -------- |
| румунська | 3449           | 99,8%    |
| циганська | 5              | 0,1%     |